# Marisa Kohan
Marisa Kohan (Buenos Aires, 13 de abril de 1964) es una periodista española de origen argentino especializada en género, cooperación al desarrollo y Derechos Humanos. Desde 2017, escribe y coordina la información sobre igualdad y género en el diario Público. 

## Trayectoria
Nacida en Buenos Aires, llegó a España con trece años, en 1977. Empezó a estudiar periodismo en 1983 en la facultad de Ciencias de la Información de la Universidad Complutense de Madrid (UCM) donde se licenció en 1988. Posteriormente, cursó una maestría en estudios internacionales en el Instituto Universitario Ortega y Gasset.
Aunque inició su carrera profesional en la prensa económica, en medios como La Gaceta de los Negocios y Cinco Días, empezó a ocuparse pronto de Derechos humanos, uno de los temas centrales en su carrera profesional junto a la igualdad y a los derechos de las mujeres. En 1996, se trasladó a Nueva York donde trabajó hasta 2002 en varios departamentos de comunicación de las Naciones Unidas relacionados con derechos de las mujeres, entre ellos, el Fondo de Desarrollo de las Naciones Unidas para la Mujer (UNIFEM) y la Division for the Advancement of Women (DAW). En 2004, se incorporó al departamento de comunicación de Oxfam Intermón donde trabajó durante una década hasta 2015 cuando se incorporó a la organización Women's Link Worldwide. 
Desde febrero de 2017, Kohan trabaja en el diario Público donde coordina la información sobre igualdad y género y donde ha publicado investigaciones especialmente destacadas, entre ellas la situación de las temporeras de la fresa de Huelva que denunciaron abusos sexuales y laborales o el caso de Juana Rivas "el caso de Rivas -considera- ejemplifica casi todas las barreras y obstáculos que tienen que salvar una mujer que intenta dejar atrás una situación de vejaciones y malos tratos y proteger a sus hijos. Se está gestando una campaña de reacción ante los avances de las mujeres y Juana Rivas es una punta de lanza.

## Reconocimientos
En noviembre de 2018, recibió el Premio Compromiso que concede la Fundación Clece Social al mejor trabajo periodístico contra la violencia de género. Al recoger el premio, Kohan reclamó en su intervención igualdad para los mujeres en los medios de comunicación "porque, aunque las redacciones están formadas por algo más del 50% de mujeres, no ascendemos en la escala de la responsabilidad... No se trata solo de un techo de cristal, sino que muchas se quedan adheridas a suelos pegajosos".